# Feuerschuh und Windsandale
Feuerschuh und Windsandale ist ein illustriertes Kinderbuch der Autorin Ursula Wölfel und des Illustrators Heiner Rothfuchs. Es thematisiert die Probleme eines übergewichtigen Jungen, der Halt in seiner Familie findet.
Das Buch erschien 1961 im Hoch Verlag und erhielt 1962 den renommierten Deutschen Jugendliteraturpreis. Es gehört zu den Klassikern der deutschsprachigen Jugend- und Kinderliteratur.

## Inhalt
Der Protagonist Tim ist ein übergewichtiges Kind, das häufig gehänselt und verspottet wird. Er fühlt sich deshalb in der Schule und im Alltag unwohl. Doch sein Vater schenkt ihm zum Geburtstag rote Wanderschuhe und nimmt Tim auf Wanderungen mit. Gemeinsam sind sie „Feuerschuh“ und „Windsandale“. Beim Wandern erzählt der Vater Tim Geschichten. Durch die gemeinsame Zeit erkennt Tim, dass er Rückhalt und Stabilität in seiner Familie genießt. Er möchte nicht mehr anders sein, sondern nimmt seine Situation an und lernt über sich selbst zu lachen.